# A. J. Cooková
A. J. Cooková celým jménem Andrea Joy Cooková (* 22. července 1978, Oshawa, Kanada) je kanadská herečka.
Narodila se v Oshawě a vyrůstala ve Whitby, má tři sourozence. Od dětství se věnovala tanečnímu sportu, během dospívání přesedlala na herectví. Vystudovala Utah Valley University. Začínala vystupovat v reklamách, první větší roli měla ve filmu Smrt panen. Nejvíce se proslavila rolí zvláštní agentky FBI Jennifer Jereauové v seriálu Myšlenky zločince, kterou hraje od roku 2005. Nechala se vyfotografovat pro časopis Maxim, který ji v roce 2014 zařadil mezi stovku nejpřitažlivějších žen současnosti.
V roce 2001 se provdala za spolužáka z filmové školy Nathana Andersena, v roce 2008 se jim narodil syn Mekhai Allan Andersen, v roce 2015 druhý syn Phoenix Sky. Je příslušnicí církve Ježíše Krista Svatých posledních dnů. Od dětství do roku 2007, kdy prodělala operační zákrok, trpěla silným astigmatismem.

## Filmografie
- 1999 Smrt panen
- 1999 Mladé čarodějnice
- 2000 Cesta vzhůru
- 2000 Schody smrti
- 2001 Rozparovač
- 2001 Šílenci na prknech
- 2003 Nezvratný osud 2
- 2006 Zmizelý
- 2011 Dlouhá cesta domů